# Jõgela
Koordinaten: 58° 16′ N, 22° 0′ O

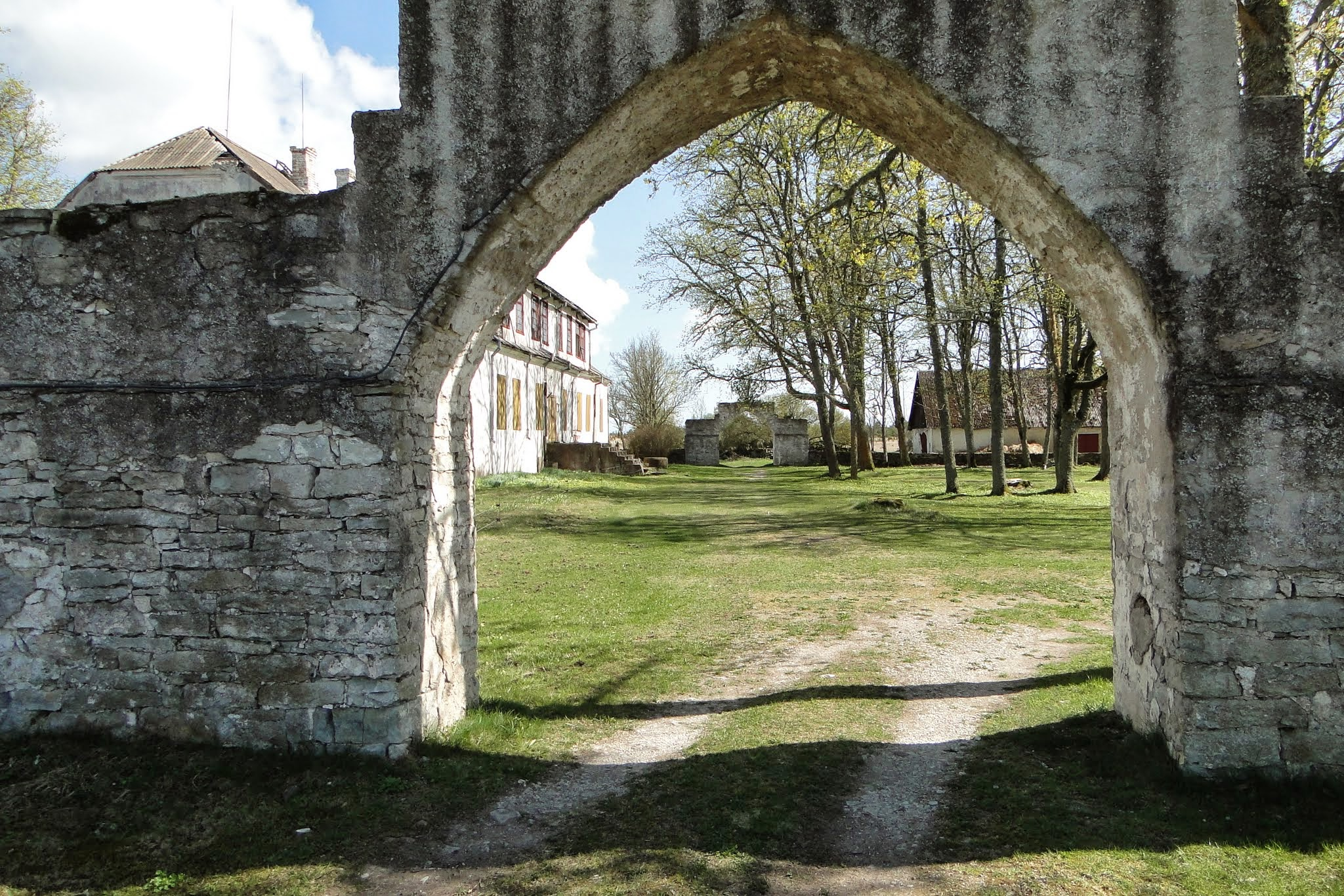
Einfahrt zum Gutshof Pilguse

Jõgela ist ein Dorf (estnisch küla) auf der größten estnischen Insel Saaremaa. Es gehört zur Landgemeinde Saaremaa (bis 2017: Landgemeinde Lääne-Saare) im Kreis Saare.

## Einwohnerschaft und Lage
Das Dorf hat 22 Einwohner (Stand 1. Januar 2016). Seine Fläche beträgt 8,95 km².
Der Ort liegt 29 Kilometer westlich der Inselhauptstadt Kuressaare.

## Pilguse
1997 wurde das Dorf Pilguse (deutsch Hoheneichen) eingemeindet. Es liegt direkt an der Ostsee-Bucht Pilguse laht.
Im Jahr 1558 belehnte der örtliche Bischof Johann von Münchhausen einen Heinrich von Bellingshausen mit Ländereien. Daraus entstand der Hof Pilguse. Er wurde 1568 vergrößert wurde. Von 1558 bis 1778 stand das Gut im Eigentum der adligen deutschbaltischen Familie Bellingshausen. Von ihr leitet sich auch der estnischsprachige Name Pilguse ab.
Anschließend gehörte das Gut dem Arzt und Literaten Johann Wilhelm Ludwig von Luce (1793–1805) sowie den Familien Aderkas (1805–1837), Nolcken (1837–1892) und Ruckteschell (1892–1908).
1908 erwarb die russische Bauern-Agrarbank das Gut mit seinem Herrenhaus. Dort wurde von 1909 bis 1994 ein psychiatrisches Krankenhaus betrieben.
Das einstöckige Herrenhaus aus Stein wurde vermutlich in der zweiten Hälfte des 18. Jahrhunderts errichtet. Es wurde Anfang des 20. Jahrhunderts stark umgestaltet. Das im Jahr 2000 renovierte Anwesen mit dem Herrenhaus und den Nebengebäuden dient heute als Hotel.

## Persönlichkeiten
Berühmtester Sohn des Ortes ist der im nahe gelegenen Lahetaguse geborene Seefahrer Fabian Gottlieb von Bellingshausen (1778–1852), der in Pilguse seine Kindheitstage verbrachte. Er nahm in russischen Dienstes von 1803 bis 1806 an der von Adam Johann von Krusenstern geleiteten Weltumsegelung teil und erlangte durch seine Antarktis-Expedition von 1819 bis 1821 große Berühmtheit.